# آنزیم ۲ مبدل آنژیوتانسین
آنزیم ۲ مبدل آنژیوتانسین (به انگلیسی: Angiotensin-converting enzyme 2) یا به اختصار ACE2، یک آنزیم است که به سطح بیرونی (غشاء خارجی) سلول‌های ریه‌ها، رگ‌های خونی، قلب، کلیه‌ها و روده متصل می‌شود. این آنزیم از طریقِ تجزیه و تبدیلِ «آنژیوتانسین ۲» (یک پپتید تنگ‌کنندهٔ رگ‌ها) به مادهٔ «آنژیوتانسین ۷–۱» (یک گشادکنندهٔ رگ)، موجب کاهش فشار خون می‌گردد. آنزیم ۲ مبدل آنژیوتانسین، نقطهٔ ورود برخی از انواع کروناویروس‌ها به سلول بدن است. نوع انسانی این آنزیم را به اختصار hACE2 می‌نامند.
عملکرد ACE2، متضاد و نقطهٔ مقابلِ آنزیم مبدل آنژیوتانسین (ACE) است و چون سبب کاهش آنژیوتانسین ۲ و افزایش «آنژیوتانسین ۷–۱» می‌شود، یکی از درمان‌های نویدبخش برای بیماری قلبی-عروقی در آینده است.

## ساختار
آنزیم ۲ مبدل آنژیوتانسین، یک آنزیم فلزی حاوی روی است که بر سطح لایه درون‌رگی و سایر سلول‌ها یافت می‌شود. این پروتئین یک دومِـین M2 پپتیداز در ریشهٔ آمینی؛ و یک دومِـین کالکترین انتقال‌دهنده اسید آمینه کلیوی در ریشهٔ کربوکسیل خود دارد.
آنزیم ACE2 یک پروتئین تک-گذر غشاییِ نوع ۱ است و دومِـین فعال آن در سطح سلول‌های ریه و سایر بافت‌ها آشکار است. دومِـین خارج‌سلولی ACE2، توسط آنزیم دیگری به نام شداز (نوعی آنزیم تجزیه‌کننده) از دومِـین تراغشایی آن تجزیه و جدا شده، و پروتئین حاصله که محلول در آب است، به خون می‌ریزد و از طریق ادرار دفع می‌شود.

## مکان آنزیم در بدن
آنزیم ۲ مبدل آنژیوتانسین در بسیاری از نقاط بدن وجود دارد. این آنزیم بیشتر در غشایِ سلول‌های پوشانندهٔ کیسه‌های هوایی ریه‌ها، سلول‌های رودهٔ باریک، لایه درون‌رگی سیاهرگ‌ها ماهیچه‌های صاف سرخرگ‌ها در بیشتر احشاء داخلی بدن یافت می‌شود. بیانِ آران‌ای پیام‌رسان این آنزیم، در قشر مغز، جسم مخطط، هیپوتالاموس و ساقه مغز نیز مشاهده شده‌است.

## عملکرد
عملکرد ACE2، نقطهٔ مقابل و تعدیل‌کنندهٔ عمل آنزیم مبدل آنژیوتانسین (ACE) است. آنزیم مبدل آنژیوتانسین (ACE) «آنژیوتانسین ۱» را می‌شکافد و آنرا به «آنژیوتانسین ۲» تبدیل می‌نماید که تنگ‌کنندهٔ رگ‌هاست. آنزیم ۲ مبدل آنژیوتانسین به نوبه خود، اسید آمینهٔ فنیل‌آلانین را از «آنژیوتانسین ۲» جدا می‌کند (Asp-Arg-Val-Tyr-Ile-His-Pro-Phe) و آنرا به «آنژیوتانسین (۷–۱)» تبدیل می‌کند که یک گشادکنندهٔ رگ‌هاست. (H-Asp-Arg-Val-Tyr-Ile-His-Pro-OH). آنزیم ۲ مبدل آنژیوتانسین همچنین قادر است چند نوع پپتید دیگر از جمله «دس-آرژنین ۹-برادی‌کینین»، آپلین، نئوروتنسین، داینورفین ای و گرلین را بشکند. از دیگر کارهای آنزیم ACE2، تنظیم عبور غشایی SLC6A19 است که نوعی انتقال‌دهنده اسید آمینه است و در بروز بیماری هارت ناپ نقش دارد.

## نقطهٔ ورود کروناویروس
آنزیم ACE2 یک پروتئین تراغشایی و نقطهٔ اصلی ورود برخی از انواع کروناویروس نظیر کروناویروس انسانی ان‌ال۶۳، SARS-CoV (عامل بیماری سارس) و SARS-CoV-2 (عامل بیماری کووید ۱۹) به سلول بدن میزبان است.
گمان می‌رود که کاهش سطح آنزیم ACE2 در سلول، در نبرد با این عفونت کمک‌کننده باشد. اما از طرفی دیگر، وجود آنزیم ACE2، با افزایش دادن سطح مادهٔ گشادکنندهٔ رگ «آنژیوتانسین ۷–۱»، سلول‌های ریوی را از آسیب ناشی از این ویروس، محافظت می‌کند. علاوه بر اینها، بر پایهٔ مطالعات انجام‌شده بر روی موش‌ها، تعامل خارهای روی ویروس با آنزیم ACE2، سبب می‌شود که سطح این آنزیم در سلول افت کند و آسیب وارده به ریه‌ها بیشتر شود.
بازدارنده‌های آنزیم مبدل آنژیوتانسین (ACEIs) و داروهای مسدودکننده گیرنده آنژیوتانسین ۲ (ARBs) که برای درمان فشار خون بالا به‌کار می‌روند، در جوندگان سبب افزایش سطح آنزیم ACE2 می‌شود و شاید به همین دلیل، شدت عفونت کروناویروس تحت تأثیر قرار گیرد.  یک مرور سیستماتیک و فراتحلیل که در ۱۱ ژوئیهٔ ۲۰۱۲ منتشر شد، نشان داد که «استفاده از بازدارنده‌های آنزیم مبدل آنژیوتانسین (ACEIs) سبب کاهش قابل ملاحظهٔ ۳۴ درصدی خطرِ سینه‌پهلو در مقایسه با گروه کنترل می‌گردد». از این گذشته «درمان با داروهای بازدارندهٔ آنزیم مبدل آنژیوتانسین، خطر سینه‌پهلو را در بیمارانی که معرض خطر بیشتر برای این بیماری بودند، کاهش داد؛ همانند بیماران دچار سکتهٔ مغزی و نارسایی قلبی. مصرف این داروها، مرگ ناشی از سینه‌پهلو را نیز کاهش داد، گرچه این کاهش به اندازهٔ ابتلا به خود بیماری سینه‌پهلو نبود». در آوریل ۲۰۲۰ میلادی، در یک مطالعه بر روی بیماران بستری در استان هوبئی چین، مشخص شد که میزان مرگ و میر در بیماران دچار فشار خون بالا که بازدارنده‌های آنزیم مبدل آنژیوتانسین (ACEIs) و داروهای مسدودکننده گیرنده آنژیوتانسین ۲ (ARBs) مصرف می‌کنند، ۳٫۷٪ و در بیمارانی که چنین داروهایی دریافت نمی‌کنند، ۹٫۸٪ است و در نتیجه مصرف این داروها نه تنها خطرناک نیست، بلکه در مبارزه با کروناویروس، کمک‌کننده هم هست.
علیرغم فقدان شواهد قطعی و قابل اتکا، برخی پزشکان مصرف این داروها را در موارد کووید-۱۹ توصیه، و برخی دیگر آنها را منع می کنند. با این وجود، چندین انجمن حرفه‌ای پزشکی و سازمان نظارتی توصیه نموده‌اند که افراد مبتلا به فشار خون بالا، داروهای یادشده را قطع نکنند.

## آنزیم ACE2 نوترکیب انسانی
گمان می‌رود آنزیم ACE2 نوترکیب انسانی (rhACE2) درمان نوینی برای آسیب حاد تنفسی باشد و همودینامیک تنفسی، اشباع اکسیژن و «سندرم دیسترس حاد تنفسی» را در خوکچه‌ها نیز در مطالعه‌ای، ارتقا بخشید.
نیمه‌عمر rhACE2 در انسان در حدود ۱۰ ساعت است و شروع اثر آن ۳۰ دقیقه است و طول مدت اثرش نیز ۲۴ ساعت است.
چندین یافتهٔ علمی نشان داده rhACE2 ممکن است دارویی نویدبخش در کسانی باشد که بازدارنده‌های سیستم رنین-آنژیوتانسین را تحمل نمی‌کنند یا برخی از انواع بیماری، که سطح آنژیوتانسین ۲ در آنها بالا می‌رود.